# Pewlica (Jeleśniańska)
Pewlica – potok, lewy dopływ Koszarawy.
Pewlica wypływa we wsi Hucisko na wysokości około 531 m i spływa w kierunku południowo-zachodnim przez wsie Hucisko, Pewel Wielka i Jeleśnia. W tej ostatniej na wysokości 421 m uchodzi do Koszarawy jako jej prawy dopływ. Spływa doliną, której zbocza tworzą dwa pasma górskie należące do Beskidu Makowskiego; Pasmo Laskowskie i Pasmo Pewelskie. Zasilana jest licznymi potokami spływającymi z tych pasm. Największe z nich to: Z Wyczyszonu, Buławczański, Szewski Potok, Głęboki, Mały Potok, Graby, Potok Świętych, Potok Chałupniczy.
Jest jeszcze druga Pewlica, również będąca lewym dopływem Koszarawy. Płynie przez Pewel Ślemieńską, Rychwałdek i uchodzi do Koszarawy w Pewli Małej.